# Södra Ås
Södra Ås är en bebyggelse öster om Mellanfryken i Östra Ämterviks socken i Sunne kommun. Från 2015 avgränsar SCB här en småort.